# 南庞河
南庞河（英語：Nam Pang River），另译南邦河，是缅甸掸邦的一条主要河流，也是薩爾溫江是最大的支流。它起源自邦杰图（Pangkyehtu）东北部的丘陵，流经昆欣。